# Menina solta
Menina solta è un singolo della cantante brasiliana Giulia Be, pubblicato il 23 agosto 2019 come primo estratto dal primo EP Solta.
Il brano ha ricevuto svariate candidature a diverse cerimonie di premiazione, tra cui i Meus Prêmios Nick, i Play - Prémios da música portuguesa, il Prêmio Multishow de Música Brasileira e i Prêmios MTV MIAW.

## Video musicale
Il video musicale, uscito in concomitanza con l'uscita del brano, è stato diretto da Harley Alves.

## Tracce
Testi e musiche di Giulia Be.
Download digitale, streaming 1ª versione
1. Menina solta – 2:30

Download digitale, streaming – 2ª versione
1. Chiquita suelta – 2:40

## Formazione
- Giulia Be – voce
- Dalton Max – arrangiamento, basso, tastiera
- Paul Ralphes – produzione, arrangiamento, tastiera, percussioni
- Luis Felipe Bade – chitarra

## Classifiche

### Classifiche settimanali
| Classifica (2020) | Posizione massima |
| ----------------- | ----------------- |
| Portogallo        | 1                 |

### Classifiche di fine anno
| Classifica (2020) | Posizione |
| ----------------- | --------- |
| Portogallo        | 2         |
| Classifica (2021) | Posizione |
| Brasile           | 197       |
| Portogallo        | 72        |